# Golfclub Spaarnwoude
Golfclub Spaarnwoude is een Nederlandse golfclub, die speelt op Golfbaan Spaarnwoude.

## De baan
De golfbaan werd ontworpen door Gerard Jol en er zijn enkele greens van Frank Pennink. In 1989 verkocht de baan de miljoenste dagkaart.
Het is het grootste golfcomplex van Europa. Er zijn 27 holes met de NGF A-status, daarnaast zijn er nog 27 holes waar ook spelers zonder GVB (Golfvaardigheidsbewijs) terechtkunnen. Er komen nu ongeveer 350.000 bezoekers per jaar, om te spelen, les te nemen of te oefenen. De golfbaan ligt in recreatiegebied Spaarnwoude waarin ook Golfclub Houtrak en de Amsterdamse Golf Club liggen.
In 2007 opende Spaarnwoude de eerste 'golfbungalow' van Nederland. Daarin kan virtueel golf gespeeld worden.

## Spaarnwoude Pro-AM
Vanaf 1980 werd jaarlijks een Pro-Am op Spaarnwoude gespeeld, daarbij telde de teamscore, de pro-score en de amateurs-teamscore. In 1987 en 1988 won Tom O'Mahoney het toernooi, in 1989 was Joost Huurman de winnaar met een score van 143. John Woof werd tweede. Het tweede lustrum werd in 1990 gevierd door na de Pro-Am een skins-game te laten spelen door Jonas Saxton, Joost Huurman, John Woof en Simon van de Berg.

## Guinness Book of Records
Vrijdag 23 maart 2012 werd door Spaarnwoude een record gevestigd dat opgenomen is in het Guinness Book of Records. Ze organiseerden op hun baan het grootste golftoernooi ter wereld. Er waren 1584 deelnemers, de eerste start was om 06:00 uur. Het record stond met 1562 spelers op naam van Mission Hills Golf Club in China. De opbrengst van de dag gaat naar Stichting Spieren voor Spieren. Onder de deelnemers waren een aantal bekende Nederlanders zoals Louis van Gaal en Annemarie Jorritsma.

## Bekende leden
- Christel Boeljon (1987), haalde de halve finale in het Britse Amateurs Dames (2005), won Toxandria Jeugd Open (2006)